# EPrix van São Paulo 2023
De ePrix van São Paulo 2023 werd gehouden op 25 maart 2023 op het Stratencircuit São Paulo. Dit was de zesde race van het negende Formule E-seizoen.
De race werd gewonnen door Jaguar-coureur Mitch Evans, die zijn eerste zege van het seizoen behaalde. Nick Cassidy werd voor Envision tweede en behaalde zijn derde opeenvolgende podiumfinish. De andere Jaguar-rijder Sam Bird werd derde.

## Kwalificatie

### Groepsfase
De top vier uit iedere groep kwalificeerde zich voor de knockoutfase.
Groep A
| Pos | No | Coureur             | Team             | Tijd     |
| --- | -- | ------------------- | ---------------- | -------- |
| 1   | 1  | Stoffel Vandoorne   | DS               | 1:12.761 |
| 2   | 37 | Nick Cassidy        | Envision-Jaguar  | 1:12.852 |
| 3   | 48 | Edoardo Mortara     | Maserati         | 1:12.893 |
| 4   | 5  | Jake Hughes         | McLaren-Nissan   | 1:12.909 |
| 5   | 25 | Jean-Éric Vergne    | DS               | 1:13.157 |
| 6   | 58 | René Rast           | McLaren-Nissan   | 1:13.161 |
| 7   | 51 | Nico Müller         | Abt-Mahindra     | 1:13.200 |
| 8   | 94 | Pascal Wehrlein     | Porsche          | 1:13.280 |
| 9   | 3  | Sérgio Sette Câmara | NIO              | 1:13.307 |
| 10  | 8  | Oliver Rowland      | Mahindra         | 1:13.330 |
| 11  | 36 | André Lotterer      | Andretti-Porsche | 1:13.382 |

Groep B
| Pos | No | Coureur                | Team             | Tijd     |
| --- | -- | ---------------------- | ---------------- | -------- |
| 1   | 10 | Sam Bird               | Jaguar           | 1:12.669 |
| 2   | 7  | Maximilian Günther     | Maserati         | 1:12.698 |
| 3   | 13 | António Félix da Costa | Porsche          | 1:12.837 |
| 4   | 9  | Mitch Evans            | Jaguar           | 1:12.950 |
| 5   | 17 | Norman Nato            | Nissan           | 1:12.971 |
| 6   | 16 | Sébastien Buemi        | Envision-Jaguar  | 1:12.971 |
| 7   | 27 | Jake Dennis            | Andretti-Porsche | 1:12.991 |
| 8   | 23 | Sacha Fenestraz        | Nissan           | 1:13.040 |
| 9   | 33 | Dan Ticktum            | NIO              | 1:13.045 |
| 10  | 4  | Robin Frijns           | Abt-Mahindra     | 1:13.671 |
| 11  | 11 | Lucas di Grassi        | Mahindra         | 1:24.491 |

### Knockoutfase
De combinatie letter/cijfer staat voor de groep waarin de betreffende coureur uitkwam en de positie die hij in deze groep behaalde.
|  | Kwartfinale            | Kwartfinale            |                        |          | Halve finale | Halve finale |  |  | Finale | Finale |
|  |                        |                        |                        |          |              |              |  |  |        |        |
|  |                        |                        |                        |          |              |              |  |  |        |        |
|  | A3-A2                  |                        |                        |          |              |              |  |  |        |        |
|  |                        |                        |                        |          |              |              |  |  |        |        |
|  | Edoardo Mortara        | 1:12.132               |                        |          |              |              |  |  |        |        |
|  | Edoardo Mortara        | 1:12.132               | K1-K2                  |          |              |              |  |  |        |        |
|  | Nick Cassidy           | 1:12.150               |                        |          |              |              |  |  |        |        |
|  | Nick Cassidy           | 1:12.150               | Edoardo Mortara        | 1:12.109 |              |              |  |  |        |        |
|  | A4-A1                  |                        | Edoardo Mortara        | 1:12.109 |              |              |  |  |        |        |
|  |                        | Stoffel Vandoorne      | 1:11.929               |          |              |              |  |  |        |        |
|  | Jake Hughes            | Stoffel Vandoorne      | 1:11.929               | 1:12.657 |              |              |  |  |        |        |
|  | Jake Hughes            |                        | H1-H2                  | 1:12.657 |              |              |  |  |        |        |
|  | Stoffel Vandoorne      | 1:11.920               |                        |          |              |              |  |  |        |        |
|  | Stoffel Vandoorne      | 1:11.920               | Stoffel Vandoorne      | 1:11.904 |              |              |  |  |        |        |
|  | B3-B2                  |                        | Stoffel Vandoorne      | 1:11.904 |              |              |  |  |        |        |
|  |                        | António Félix da Costa | 1:11.967               |          |              |              |  |  |        |        |
|  | António Félix da Costa | António Félix da Costa | 1:11.967               | 1:11.982 |              |              |  |  |        |        |
|  | António Félix da Costa | K3-K4                  |                        | 1:11.982 |              |              |  |  |        |        |
|  | Maximilian Günther     | 1:12.189               |                        |          |              |              |  |  |        |        |
|  | Maximilian Günther     | 1:12.189               | António Félix da Costa | 1:11.982 |              |              |  |  |        |        |
|  | B4-B1                  |                        | António Félix da Costa | 1:11.982 |              |              |  |  |        |        |
|  |                        | Mitch Evans            | 1:12.022               |          |              |              |  |  |        |        |
|  | Mitch Evans            | Mitch Evans            | 1:12.022               | 1:11.843 |              |              |  |  |        |        |
|  | Mitch Evans            |                        |                        | 1:11.843 |              |              |  |  |        |        |
|  | Sam Bird               | 1:12.037               |                        |          |              |              |  |  |        |        |
|  | Sam Bird               | 1:12.037               |                        |          |              |              |  |  |        |        |

### Startopstelling
| Pos | No | Coureur                | Team             |
| --- | -- | ---------------------- | ---------------- |
| 1   | 1  | Stoffel Vandoorne      | DS               |
| 2   | 13 | António Félix da Costa | Porsche          |
| 3   | 9  | Mitch Evans            | Jaguar           |
| 4   | 48 | Edoardo Mortara        | Maserati         |
| 5   | 37 | Nick Cassidy           | Envision-Jaguar  |
| 6   | 5  | Jake Hughes            | McLaren-Nissan   |
| 7   | 25 | Jean-Éric Vergne       | DS               |
| 8   | 17 | Norman Nato            | Nissan           |
| 9   | 7  | Maximilian Günther     | Maserati         |
| 10  | 10 | Sam Bird               | Jaguar           |
| 11  | 58 | René Rast              | McLaren-Nissan   |
| 12  | 16 | Sébastien Buemi        | Envision-Jaguar  |
| 13  | 51 | Nico Müller            | Abt-Mahindra     |
| 14  | 27 | Jake Dennis            | Andretti-Porsche |
| 15  | 23 | Sacha Fenestraz        | Nissan           |
| 16  | 3  | Sérgio Sette Câmara    | NIO              |
| 17  | 33 | Dan Ticktum            | NIO              |
| 18  | 94 | Pascal Wehrlein        | Porsche          |
| 19  | 8  | Oliver Rowland         | Mahindra         |
| 20  | 4  | Robin Frijns           | Abt-Mahindra     |
| 21  | 36 | André Lotterer         | Andretti-Porsche |
| 22  | 11 | Lucas di Grassi        | Mahindra         |

## Race
| Pos | No | Coureur                | Team             | Rondes | Tijd/Oorzaak uitval | Grid | Punten |
| --- | -- | ---------------------- | ---------------- | ------ | ------------------- | ---- | ------ |
| 1   | 9  | Mitch Evans            | Jaguar           | 35     | 53:25.536           | 3    | 25     |
| 2   | 37 | Nick Cassidy           | Envision-Jaguar  | 35     | +0.284              | 5    | 18     |
| 3   | 10 | Sam Bird               | Jaguar           | 35     | +0.507              | 10   | 16     |
| 4   | 13 | António Félix da Costa | Porsche          | 35     | +3.487              | 2    | 12     |
| 5   | 25 | Jean-Éric Vergne       | DS               | 35     | +4.042              | 7    | 10     |
| 6   | 1  | Stoffel Vandoorne      | DS               | 35     | +4.576              | 1    | 11     |
| 7   | 94 | Pascal Wehrlein        | Porsche          | 35     | +5.659              | 18   | 6      |
| 8   | 5  | Jake Hughes            | McLaren-Nissan   | 35     | +6.141              | 6    | 4      |
| 9   | 58 | René Rast              | McLaren-Nissan   | 35     | +7.403              | 11   | 2      |
| 10  | 16 | Sébastien Buemi        | Envision-Jaguar  | 35     | +7.976              | 12   | 1      |
| 11  | 7  | Maximilian Günther     | Maserati         | 35     | +15.192             | 9    |        |
| 12  | 36 | André Lotterer         | Andretti-Porsche | 35     | +15.345             | 21   |        |
| 13  | 11 | Lucas di Grassi        | Mahindra         | 35     | +19.247             | 22   |        |
| 14  | 4  | Robin Frijns           | Abt-Mahindra     | 35     | +20.751             | 20   |        |
| 15  | 8  | Oliver Rowland         | Mahindra         | 35     | +21.465             | 19   |        |
| 16  | 3  | Sérgio Sette Câmara    | NIO              | 35     | +31.514             | 16   |        |
| 17  | 33 | Dan Ticktum            | NIO              | 35     | +34.398             | 17   |        |
| DNF | 51 | Nico Müller            | Abt-Mahindra     | 19     | Schade ongeluk      | 13   |        |
| DNF | 48 | Edoardo Mortara        | Maserati         | 19     | Schade ongeluk      | 4    |        |
| DNF | 27 | Jake Dennis            | Andretti-Porsche | 13     | Ongeluk             | 14   |        |
| DNF | 23 | Sacha Fenestraz        | Nissan           | 6      | Ongeluk             | 15   |        |
| DNF | 17 | Norman Nato            | Nissan           | 0      | Ongeluk             | 8    |        |

## Tussenstanden wereldkampioenschap

### Coureurs
| Positie | No. | Rijder                 | Team             | Punten |
| ------- | --- | ---------------------- | ---------------- | ------ |
| 01      | 94  | Pascal Wehrlein        | Porsche          | 86     |
| 02      | 27  | Jake Dennis            | Andretti-Porsche | 62     |
| 03      | 37  | Nick Cassidy           | Envision-Jaguar  | 61     |
| 04      | 25  | Jean-Éric Vergne       | DS               | 60     |
| 05      | 13  | António Félix da Costa | Porsche          | 58     |
| 06      | 10  | Sam Bird               | Jaguar           | 44     |
| 07      | 16  | Sébastien Buemi        | Envision-Jaguar  | 42     |
| 08      | 58  | René Rast              | McLaren-Nissan   | 40     |
| 09      | 9   | Mitch Evans            | Jaguar           | 39     |
| 10      | 5   | Jake Hughes            | McLaren-Nissan   | 32     |

### Constructeurs
| Positie | Team             | Punten |
| ------- | ---------------- | ------ |
| 01      | Porsche          | 144    |
| 02      | Envision-Jaguar  | 103    |
| 03      | Jaguar           | 83     |
| 04      | DS               | 82     |
| 05      | Andretti-Porsche | 80     |
| 06      | McLaren-Nissan   | 72     |
| 07      | Mahindra         | 26     |
| 08      | NIO              | 19     |
| 09      | Nissan           | 18     |
| 10      | Maserati         | 03     |